# Aït Laziz
Aït Laziz là một đô thị thuộc tỉnh Bouira, Algérie. Dân số thời điểm năm 2002 là 14.056 người.